# Jhon Jhon
Jhon Jhon, właśc. Jhonatan dos Santos Rosa (ur. 9 września 2002 w Vitórii) – brazylijski piłkarz występujący na pozycji ofensywnego pomocnika, od 2021 roku zawodnik Palmeiras.